# Musa velutina
Musa velutina, conhecida também como banana rosa, banana ornamental ou ainda banana peluda, é uma espécie diploide de banana selvagem. Estas plantas são nativas da Índia (região de Assam, principalmente) e Myanmar (regiões próximas ao Himalaia oriental).
As frutas possuem cerca de 8 centímetros de comprimento, a casca é de cor rosa e pubescente (isto é, coberta por pequenos pelos). Elas nascem em hastes florais eretas com uma inflorescência rosa. A Musa velutina floresce ainda jovem, com cerca de um ano. Os frutos descascam quando maduros.
É frequentemente cultivada como planta ornamental, mas tem polpa macia e doce que pode ser comida. As sementes são bem duras e podem lascar um dente. Para realizar a semeadura, primeiro deve-se deixar as sementes de molho em água morna por 24 horas. Após isso, devem ser plantadas em composto fino e mantidas a uma temperatura constante de 20-24 ºC com luz total. Elas levam cerca de 6 meses para germinar.
As plantas podem ser colocadas ao ar livre durante os meses mais quentes, mas devem ser levadas para uma estufa ou receber outra proteção no inverno. A Musa velutina recebeu o Prêmio de Mérito de Jardim da Royal Horticultural Society (Real Sociedade de Horticultura, em inglês).

## Galeria

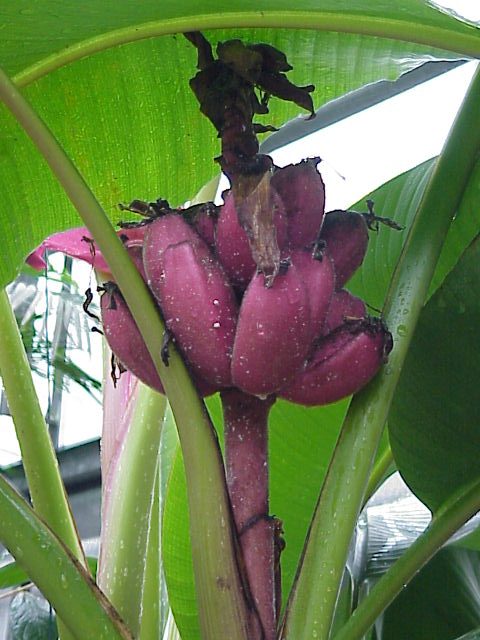
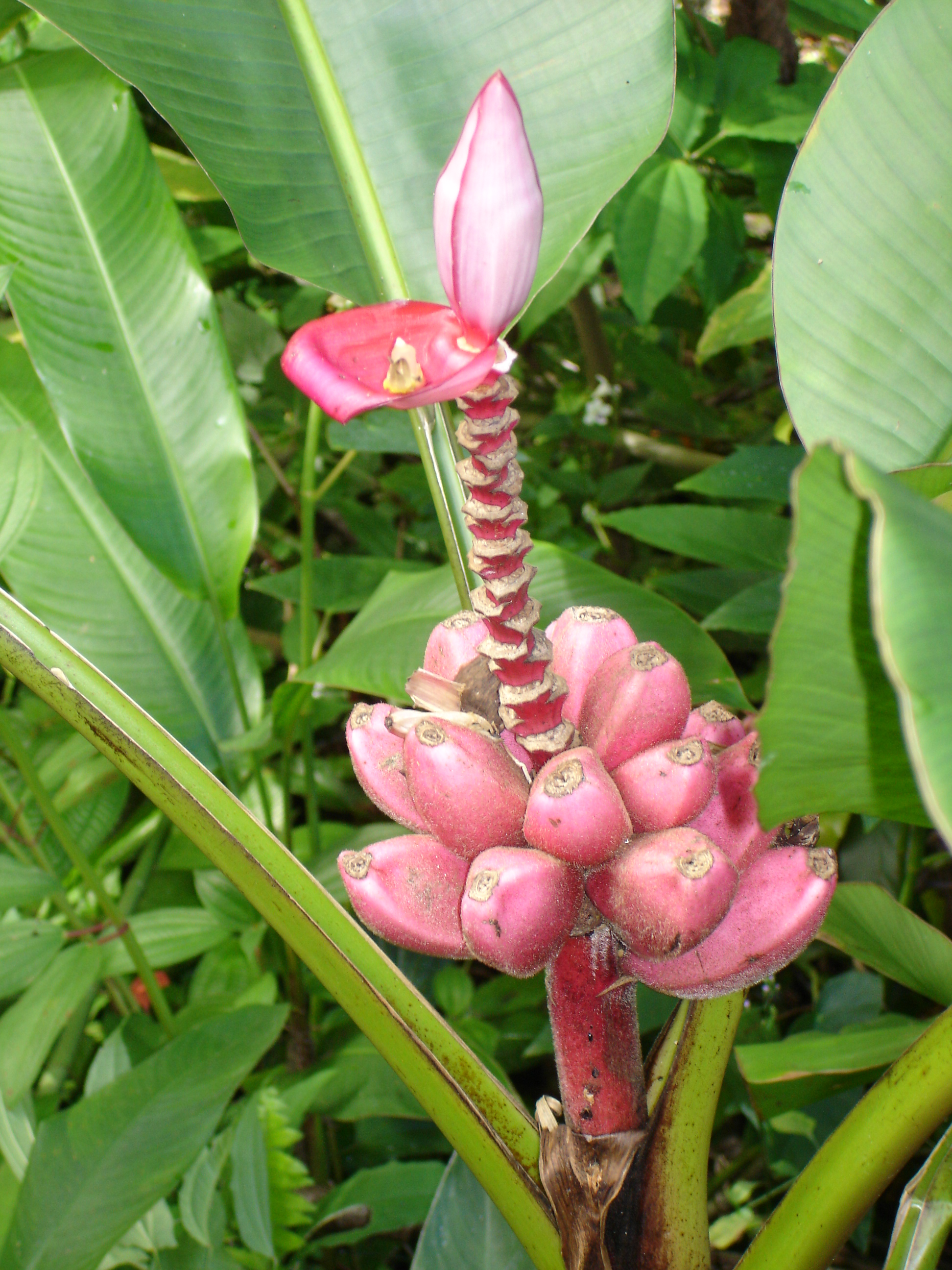
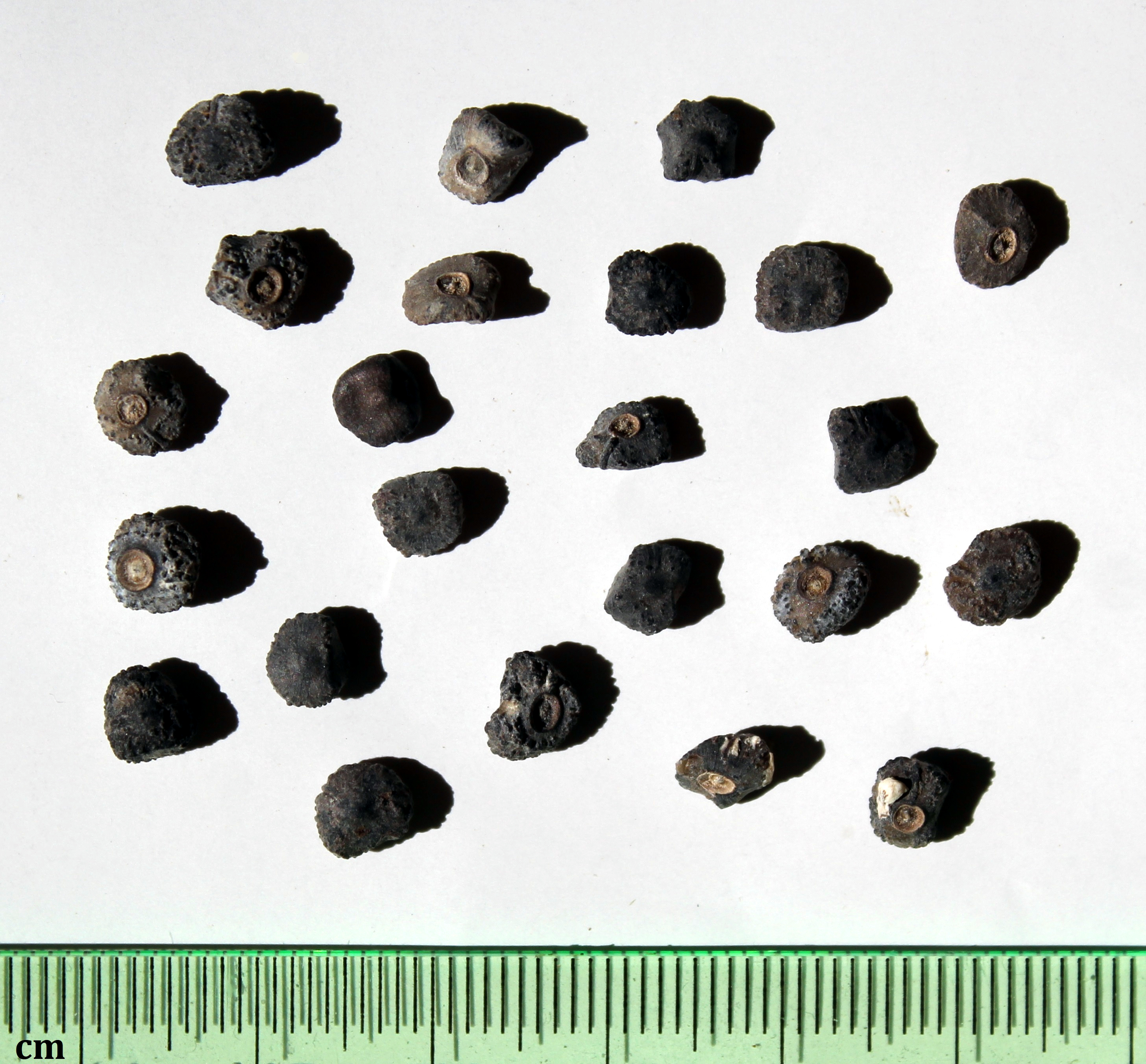
Sementes